# Seznam ulic v Brně-Bystrci
Seznam ulic v Brně-Bystrci uvádí přehled ulic a veřejných prostranství na území městské části Brno-Bystrc, která je územně totožná s evidenční částí obce Bystrc a s katastrálním územím Bystrc.

## Seznam
| Název                | Pojmenováno po                           | Souřadnice                       | Obrázek | Commons                     | RÚIAN   | Mapy.cz         |
| -------------------- | ---------------------------------------- | -------------------------------- | ------- | --------------------------- | ------- | --------------- |
| Adamcova             | František Adamec                         | 49°13′3″ s. š., 16°31′9″ v. d.   |         | Adamcova (Brno)             | 687031  | stre&id=141778  |
| Chudčická            | Chudčice                                 | 49°12′56″ s. š., 16°29′58″ v. d. |         | Chudčická (Brno)            | 768456  | stre&id=150025  |
| Chvalovka            | Chvalovka                                | 49°12′55″ s. š., 16°29′53″ v. d. |         | Chvalovka (Brno)            | 768464  | stre&id=150026  |
| Ečerova              | Bohuslav Ečer                            | 49°13′15″ s. š., 16°30′41″ v. d. |         | Ečerova                     | 28266   | stre&id=79670   |
| Filipova             | Rudolf Filip                             | 49°13′12″ s. š., 16°31′35″ v. d. |         | Filipova (Brno)             | 23272   | stre&id=79171   |
| Fleischnerova        | Richard Fleischner                       | 49°13′11″ s. š., 16°30′47″ v. d. |         | Fleischnerova               | 23311   | stre&id=79175   |
| Foltýnova            | František Foltýn                         | 49°12′53″ s. š., 16°30′34″ v. d. |         | Foltýnova                   | 23345   | stre&id=79178   |
| Heyrovského          | Jaroslav Heyrovský                       | 49°13′41″ s. š., 16°31′41″ v. d. |         | Heyrovského (Brno)          | 23965   | stre&id=79240   |
| Horní náměstí        | místo                                    | 49°13′6″ s. š., 16°30′22″ v. d.  |         | Horní náměstí (Brno)        | 1798227 | stre&id=5194248 |
| Hrad Veveří          | Veveří                                   | 49°15′24″ s. š., 16°27′40″ v. d. |         |                             | 24317   | stre&id=79275   |
| Hvozdecká            | Hvozdec                                  | 49°13′0″ s. š., 16°29′55″ v. d.  |         | Hvozdecká (Brno)            | 768481  | stre&id=150028  |
| Jakuba Obrovského    | Jakub Obrovský                           | 49°13′30″ s. š., 16°31′56″ v. d. |         | Jakuba Obrovského           | 24589   | stre&id=79302   |
| Javůrecká            | Javůrek                                  | 49°13′8″ s. š., 16°29′54″ v. d.  |         | Javůrecká                   | 768499  | stre&id=150029  |
| Joukalova            | Jaroslav Joukal                          | 49°13′43″ s. š., 16°31′29″ v. d. |         | Joukalova (Brno)            | 36161   | stre&id=80456   |
| K Jelenici           | obora                                    | 49°13′27″ s. š., 16°30′49″ v. d. |         | K Jelenici                  | 1384686 | stre&id=5185447 |
| K dálnici            | Stará dálnice                            | 49°13′27″ s. š., 16°31′33″ v. d. |         | K dálnici (Brno)            | 25178   | stre&id=79361   |
| Kachlíkova           | Jan Kachlík                              | 49°13′16″ s. š., 16°30′52″ v. d. |         | Kachlíkova                  | 25208   | stre&id=79364   |
| Kamechy              |                                          | 49°12′57″ s. š., 16°30′9″ v. d.  |         | Kamechy (Brno)              | 36200   | stre&id=80460   |
| Kavčí                | kavka obecná                             | 49°12′57″ s. š., 16°30′0″ v. d.  |         | Kavčí (Brno)                | 768600  | stre&id=150039  |
| Kníničská            | Kníničky                                 | 49°13′7″ s. š., 16°33′4″ v. d.   |         | Kníničská                   | 692999  | stre&id=142267  |
| Komínská             | Komin                                    | 49°13′42″ s. š., 16°32′7″ v. d.  |         | Komínská                    | 25887   | stre&id=79432   |
| Kotoulky             |                                          | 49°13′30″ s. š., 16°30′48″ v. d. |         |                             | 1384660 | stre&id=5185446 |
| Krajní               | místo                                    | 49°13′26″ s. š., 16°31′33″ v. d. |         | Krajní (Brno)               | 26263   | stre&id=79471   |
| Kubíčkova            | Josef Kubíček                            | 49°13′11″ s. š., 16°31′7″ v. d.  |         | Kubíčkova (Brno)            | 26611   | stre&id=79506   |
| Kuršova              | Antonín Kurš                             | 49°13′11″ s. š., 16°30′16″ v. d. |         | Kuršova (Brno)              | 26760   | stre&id=79521   |
| Křepelčí             | křepelka polní                           | 49°12′59″ s. š., 16°29′50″ v. d. |         | Křepelčí (Brno)             | 768618  | stre&id=150040  |
| Laštůvkova           | Oldřich Laštůvka                         | 49°13′13″ s. š., 16°31′27″ v. d. |         | Laštůvkova                  | 26875   | stre&id=79532   |
| Lýskova              | František Lýsek                          | 49°13′5″ s. š., 16°30′17″ v. d.  |         |                             | 27286   | stre&id=79573   |
| Markůvky             |                                          | 49°13′21″ s. š., 16°30′49″ v. d. |         | Markůvky                    | 860891  | stre&id=5183530 |
| Na zeliskách         | zelenina                                 | 49°13′29″ s. š., 16°31′49″ v. d. |         | Na zeliskách                | 29351   | stre&id=79778   |
| Nad Přehradou        | Brněnská přehrada                        | 49°13′24″ s. š., 16°30′49″ v. d. |         | Nad Přehradou (Brno)        | 860913  | stre&id=5183531 |
| Nad dědinou          | Bystrc                                   | 49°13′25″ s. š., 16°31′5″ v. d.  |         | Nad dědinou (Brno)          | 36374   | stre&id=80476   |
| Nad kašnou           | fontána                                  | 49°13′26″ s. š., 16°31′28″ v. d. |         | Nad kašnou (Brno)           | 28398   | stre&id=79683   |
| Obvodová             | místo                                    | 49°13′45″ s. š., 16°31′40″ v. d. |         | Obvodová (Brno)             | 36463   | stre&id=80485   |
| Odbojářská           | První československý odboj               | 49°13′17″ s. š., 16°31′42″ v. d. |         | Odbojářská (Brno)           | 36471   | stre&id=80486   |
| Ondrouškova          | Vladimír Ondroušek                       | 49°13′8″ s. š., 16°31′1″ v. d.   |         | Ondrouškova                 | 29084   | stre&id=79751   |
| Opálkova             | Antonín Opálka                           | 49°13′19″ s. š., 16°31′51″ v. d. |         | Opálkova (Brno)             | 29131   | stre&id=79756   |
| Palcary              |                                          | 49°13′40″ s. š., 16°32′12″ v. d. |         | Palcary                     | 813516  | stre&id=5182604 |
| Pod Horkou           | Eva Horká                                | 49°13′15″ s. š., 16°32′3″ v. d.  |         | Pod Horkou (Brno)           | 29726   | stre&id=79814   |
| Pod Komorou          |                                          | 49°13′26″ s. š., 16°25′59″ v. d. |         |                             | 36641   | stre&id=80503   |
| Pod Mniší horou      | Mniší hora                               | 49°13′45″ s. š., 16°32′9″ v. d.  |         | Pod Mniší horou             | 29769   | stre&id=79818   |
| Podkomorská          |                                          | 49°13′29″ s. š., 16°30′45″ v. d. |         | Podkomorská (Brno)          | 1384643 | stre&id=5185445 |
| Páteřní              |                                          | 49°13′20″ s. š., 16°31′10″ v. d. |         | Páteřní (Brno)              | 36536   | stre&id=80492   |
| Píškova              | František Píšek                          | 49°13′37″ s. š., 16°31′24″ v. d. |         | Píškova (Brno)              | 29645   | stre&id=79806   |
| Přístavní            | marina                                   | 49°13′44″ s. š., 16°31′20″ v. d. |         | Přístavní (Brno)            | 30503   | stre&id=79892   |
| Rakovecká            |                                          | 49°15′7″ s. š., 16°28′54″ v. d.  |         | Rakovecká (Brno)            | 30660   | stre&id=79908   |
| Rerychova            | Josef Rerych                             | 49°12′58″ s. š., 16°30′23″ v. d. |         | Rerychova                   | 30767   | stre&id=79918   |
| Ruda                 | železná ruda                             | 49°13′30″ s. š., 16°30′13″ v. d. |         | Ruda (Brno)                 | 31062   | stre&id=79948   |
| Sedlička             |                                          | 49°12′50″ s. š., 16°29′50″ v. d. |         |                             | 1384805 | stre&id=5185453 |
| Stará dálnice        | exteritoriální dálnice Vídeň - Vratislav | 49°13′9″ s. š., 16°31′17″ v. d.  |         | Stará dálnice               | 36862   | stre&id=80525   |
| Teyschlova           | Otakar Teyschl                           | 49°13′2″ s. š., 16°30′7″ v. d.   |         | Teyschlova                  | 34282   | stre&id=80268   |
| U Křivé borovice     | borovice                                 | 49°13′19″ s. š., 16°29′13″ v. d. |         |                             | 37079   | stre&id=80546   |
| U sokolovny          | sokolovna                                | 49°13′24″ s. š., 16°31′35″ v. d. |         | U sokolovny (Brno)          | 33782   | stre&id=80218   |
| U zoologické zahrady | Zoologická zahrada Brno                  | 49°13′46″ s. š., 16°31′58″ v. d. |         | U zoologické zahrady (Brno) | 33855   | stre&id=80225   |
| Valouškova           | Bruno Valoušek                           | 49°13′37″ s. š., 16°31′22″ v. d. |         | Valouškova (Brno)           | 34223   | stre&id=80262   |
| Vejrostova           | Jiří Vejrosta                            | 49°13′10″ s. š., 16°30′29″ v. d. |         | Vejrostova                  | 34398   | stre&id=80279   |
| Vlaštovčí            | vlaštovka obecná                         | 49°12′58″ s. š., 16°29′54″ v. d. |         | Vlaštovčí (Brno)            | 768634  | stre&id=150042  |
| Vondrákova           | Václav Vondrák                           | 49°13′20″ s. š., 16°31′40″ v. d. |         | Vondrákova                  | 34789   | stre&id=80318   |
| Vrbovecká            | Vrbovec                                  | 49°12′55″ s. š., 16°31′10″ v. d. |         | Vrbovecká (Brno)            | 36307   | stre&id=80469   |
| Výhon                |                                          | 49°13′31″ s. š., 16°31′26″ v. d. |         | Výhon (Brno)                | 35033   | stre&id=80343   |
| Větrná               | vítr                                     | 49°13′28″ s. š., 16°31′19″ v. d. |         | Větrná (Brno)               | 34509   | stre&id=80290   |
| Wollmanova           | Frank Wollman                            | 49°13′20″ s. š., 16°31′27″ v. d. |         | Wollmanova                  | 35203   | stre&id=80360   |
| náměstí 28. dubna    |                                          | 49°13′34″ s. š., 16°31′45″ v. d. |         | Náměstí 28. dubna (Brno)    | 28614   | stre&id=79704   |
| Údolí oddechu        |                                          | 49°12′58″ s. š., 16°31′39″ v. d. |         | Údolí oddechu               | 37095   | stre&id=80548   |
| Černého              | Jan Černý                                | 49°12′55″ s. š., 16°31′27″ v. d. |         | Černého (Brno)              | 22527   | stre&id=79097   |
| Čihadla              |                                          | 49°13′20″ s. š., 16°30′45″ v. d. |         | Čihadla (Brno)              | 1384708 | stre&id=5185448 |
| Říčanská             | Říčany                                   | 49°13′3″ s. š., 16°29′54″ v. d.  |         | Říčanská (Brno)             | 768529  | stre&id=150032  |
| Šemberova            | Alois Vojtěch Šembera                    | 49°12′54″ s. š., 16°30′38″ v. d. |         |                             | 36901   | stre&id=80529   |
| Štouračova           | Antonín Štourač                          | 49°13′0″ s. š., 16°31′5″ v. d.   |         | Štouračova                  | 32981   | stre&id=80139   |
| Živného              | Stanislav Živný                          | 49°13′29″ s. š., 16°31′45″ v. d. |         | Živného                     | 35866   | stre&id=80426   |